# エア・ジョーダン
エア・ジョーダン（Air Jordan）は、スポーツ用品メーカーのナイキ社から発売されているバスケットシューズ。名称中の「エア」は同社が有するソール用のエアクッション技術を用いた運動靴シリーズであることを意味し、シリーズ名としての「ジョーダン」はNBA選手マイケル・ジョーダンとのコラボレーションであることを意味している。また、マイケル・ジョーダンのニックネームがもともと“エア”であった（ジャンプの滞空時間が長かったことによる）ことともかけている。略称は「AJ」。
もともと上記の通りバスケットボール用のスニーカーとして発売されたのだが、NBAおよびバスケットボール自体のスポーツとしての人気やマイケル・ジョーダン本人の人気、ストリートバスケットやストリートファッションの流行、商品が持つ優れた機能性とデザインなど、さまざまな要因によってバスケットボールの選手であるか否かにかかわらずヒット商品となった。1984年11月17日の発売開始以降、エア・ジョーダンはシリーズ化され、デザイン変更や機能強化といったモデルチェンジを繰り返しながら20年以上にわたって開発・販売が続けられている。
一方でその人気から、1990年代初め頃からシューズを巡っての強奪や傷害事件、営利目的の悪質な転売行為などの問題も発生している。
1999年以降、現行モデルと並行して以前のモデルをランダムに復刻して発売しており、オリジナル発売当時にはなかった配色や素材のバリエーションを増やしている。

## ジャンプマン
1988年に発表された「エア・ジョーダン3」以降、1作目と2作目で採用されていた、通称「ウイングロゴ」に替わるアイコンとして、脚を大きく広げワンハンドダンクをする、ジョーダンのシルエットがデザインされるようになった。「ジャンプマン」と呼ばれるそのマークはジョーダン本人を撮影した販促用ポスターがモチーフとなっており、商品のイメージを消費者に強烈に印象つけることに成功した。
ナイキはシューズと同時に展開されるアパレルにもジャンプマンを配し、ジョーダン本人の世界的人気とともに、ジャンプマンはバスケットボール自体を象徴するものへと成長していった。
エア・ジョーダンのヒット以降各メーカーから、契約するスター選手の名前やニックネームを冠した、いわゆる「シグネチャーシューズ」が多数発売され、同様のマークがデザインされたが、ジャンプマンほどの浸透には至っていない。

## スポンサーシップ

### アメリカンフットボール

#### チーム
- フロリダ大学[5]
- オクラホマ大学
- ミシガン大学[6]
- UCLA[7]
- ノースカロライナ大学チャペルヒル校

### バスケットボール

#### 代表チーム
- 男子/女子日本代表[8]
- フランス[8]
- クロアチア[8]
- スロベニア[8]

#### クラブチーム
- 全米バスケットボール協会 (全チームのステートメントエディション、NBAオールスターゲーム、シャーロット・ホーネッツのユニフォームのみ)[9]

#### NBA選手
- バム・アデバヨ[10]
- カーメロ・アンソニー[11]
- ブラッドリー・ビール[12]
- ビスマック・ビヨンボ[13]
- マイク・コンリーJr.[14]
- ルカ・ドンチッチ[15]
- アンドレ・ドラモンド[16]
- ブレイク・グリフィン[17]
- 八村塁[18]
- マイケル・キッド＝ギルクリスト[19]
- カリス・レヴァート[20]
- ビクター・オラディポ[21]
- クリス・ポール[22]
- オット・ポーターJr.[21]
- ジェイソン・テイタム[23]
- モリツ・ワグナー[24]
- ケンバ・ウォーカー[25]
- ラッセル・ウェストブルック[26]
- ザイオン・ウィリアムソン[27]
- コディ・ゼラー[21]

### サッカー
- パリ・サンジェルマンFC[28]

## エア・ジョーダン商品

### エア・ジョーダン1

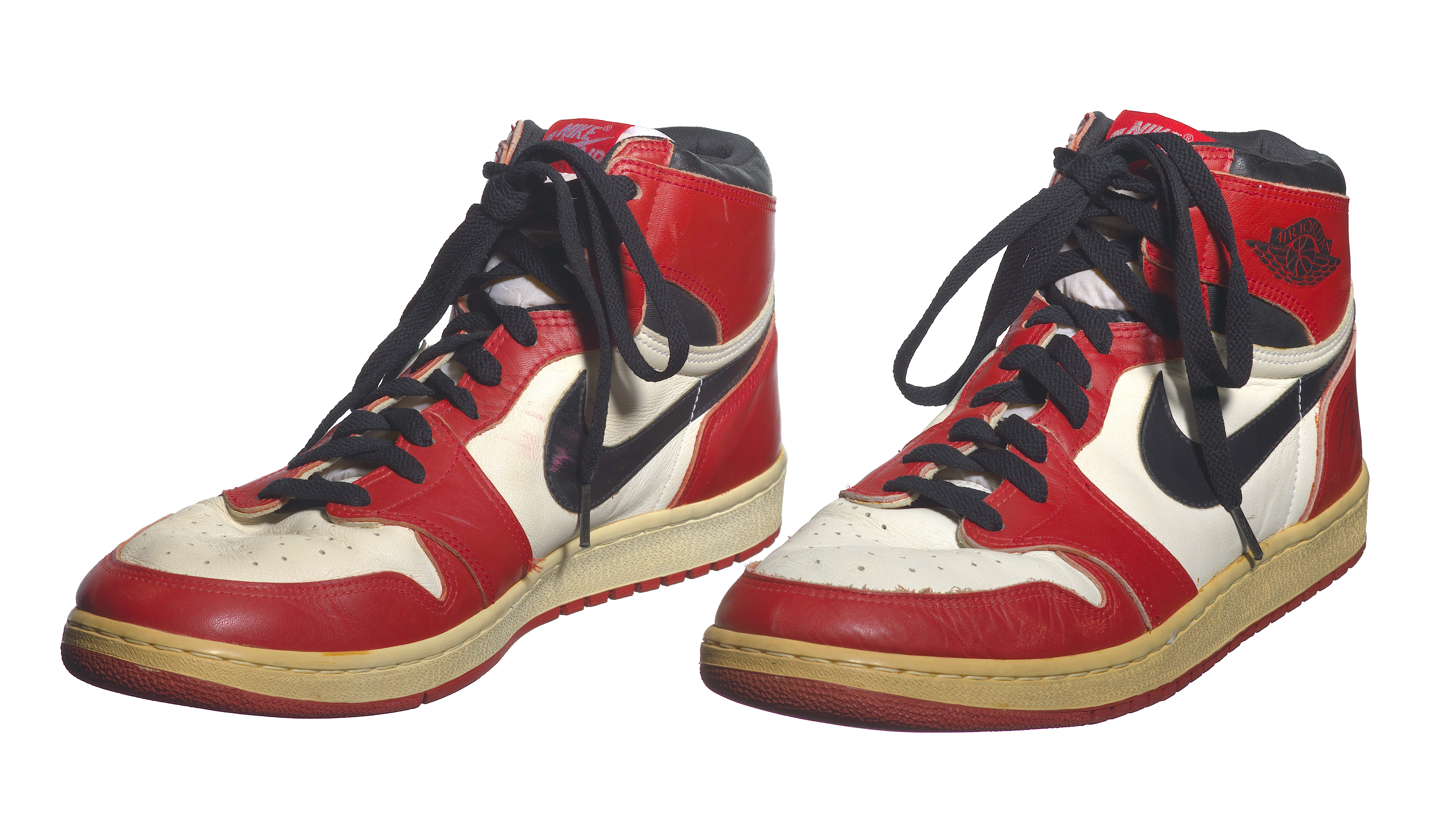
「エア・ジョーダン1」

1984年10月15日発売。ハイカットとローカットの2種類があり、デザインは当時同時期に発売されていた、「ダンク」や「ビッグナイキ」等の他モデルと非常に近い意匠を持つ（実際にソールは酷似している）。
踝の部分にバスケットボールと翼を組み合わせた「ウイングロゴ」を持つ（ローカットは踵部分）が、前述の通り「ウイングロゴ」はAJ3以降姿を消し、ジャンプマンがあしらわれることになる。
ジョーダンの所属チームであった、「シカゴ・ブルズ」のチームカラーをあしらったモデルが、当時のNBAの規定に違反していたものの、ナイキが罰金を肩代わりして着用を続けていた事がエピソードとして知られている。
1994年と2001年以降定期的に復刻されており、今もなおバリエーションを増やしているモデルであるが、ほぼ忠実にオリジナルを再現した1994年モデルに比べ、2001年モデル以降はディテールの違いが散見される。
強度の高さと優れた衝撃吸収性を持つエアジョーダンはバスケットコートを飛び出し、スケートボードをする際にも履かれるようになった。スケートボードとの関わりがのちにストリートファッションとの関係性を高めることとなる。
日本での定価は1985年当時、ハイカットが17800円、ローカットが16400円だった。

### エア・ジョーダン2

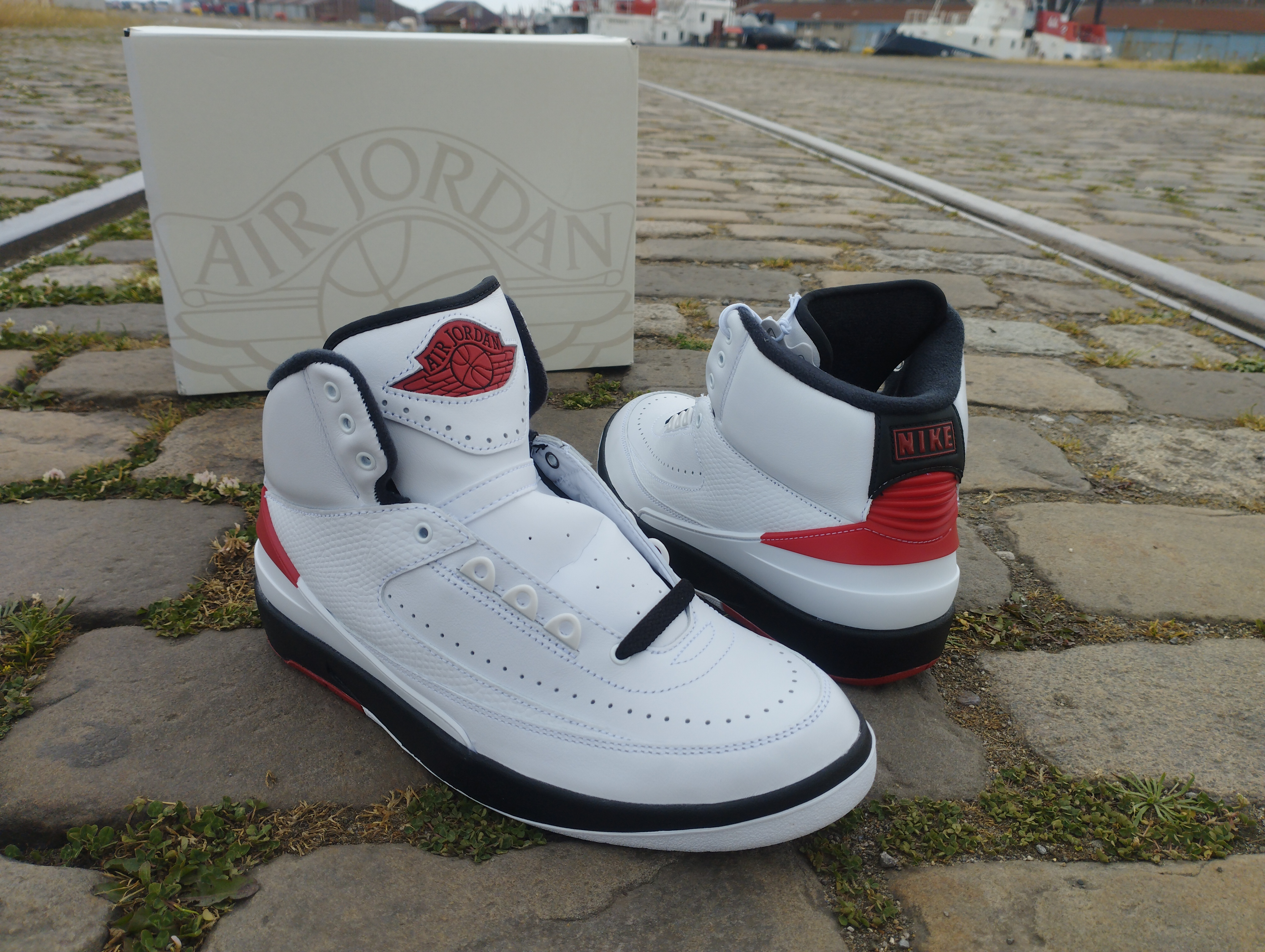
「エア・ジョーダン2」(2022復刻版)

1987年発売。オリジナルはシリーズ唯一のイタリア製。また、ハイカットとローカットが発売されたものの、オリジナル発売時にはカラーバリエーションが2色のみとAJ1に比べ極端に少なく、黒ベースのモデルは発売されなかった事もシリーズで唯一である。
ナイキ製のシューズによく見られるアッパーサイドのスウッシュマークが、このモデル以降エア・ジョーダンからは姿を消し、ナイキのロゴのみとなる。
復刻の度に話題になる一桁台のモデルにおいて、日本ではあまり人気がない。

### エア・ジョーダン3

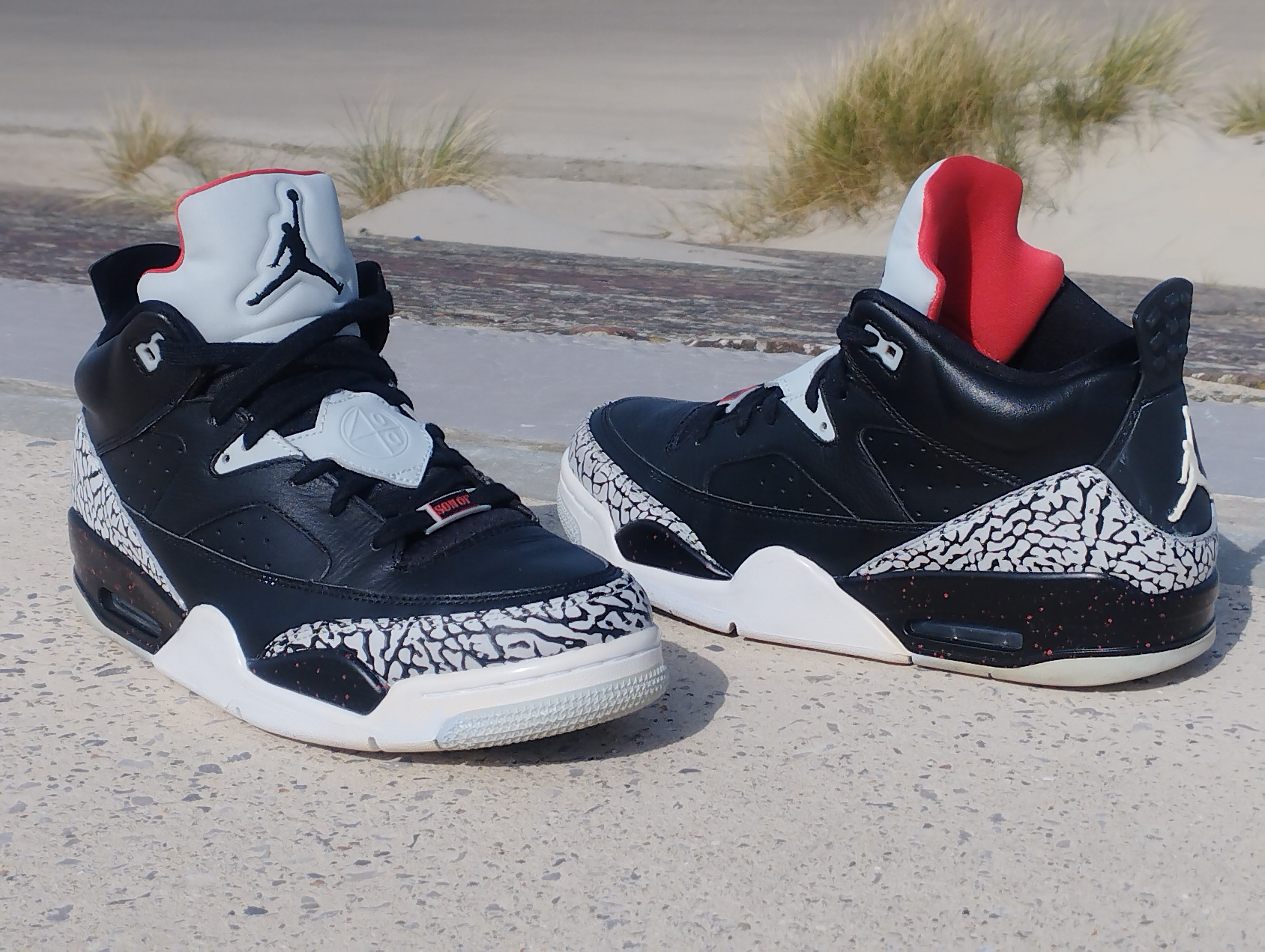
「エア・ジョーダン3」(2015復刻版)

1988年発売。ミッドカットのみの展開。前述の通り、初めてシュータン部分にジャンプマンロゴが採用された。前年に発売されたランニングシューズ、「エア・マックス」の影響を受けて、ヒール部分に搭載されたエアがミッドソールから露出したのが特徴。この「ビジブル・エア」とともに、映画監督であるスパイク・リーとのコラボレーションしたCMがAJ6まで続くことになる。
1994年にシリーズ初の復刻モデルとしてリリースされた。

### エア・ジョーダン4

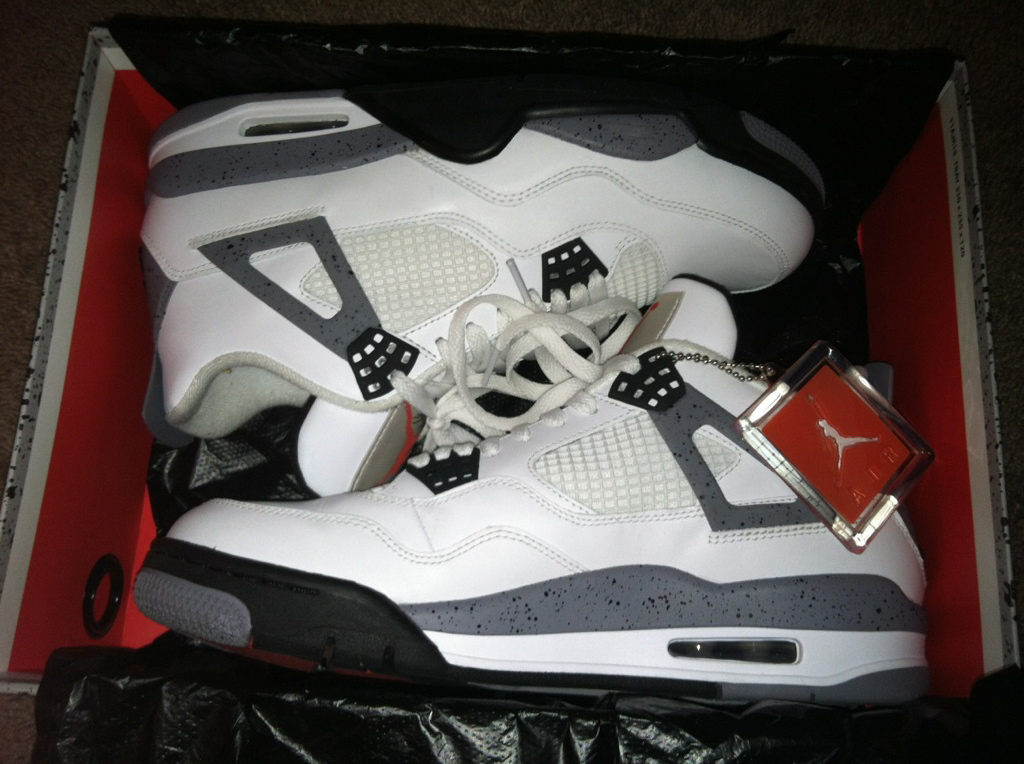
「エア・ジョーダン4」

1989年発売。ミッドカットのみの展開。シュータン部にジャンプマンとともに「Flight」のロゴが入るが、これはAJ2・3の販売不振から、同年に展開されたガードプレイヤー向けシューズ、「エア・フライト」のシリーズにAJを組み込むことが検討されたためである。実際にソールは「エア・フライト」と共通。
シューズの補強や軽量化、サポート力向上のため、プラスチックやメッシュなどの異素材を目に見える形で積極的に採用した。これにより、AJ4は先進的なシューズとして受け入れられ、再びAJは単独のシリーズとして歩むことになる。
1999年に「レトロ」モデルのシリーズ第1弾としてリリースされた。

### エア・ジョーダン5

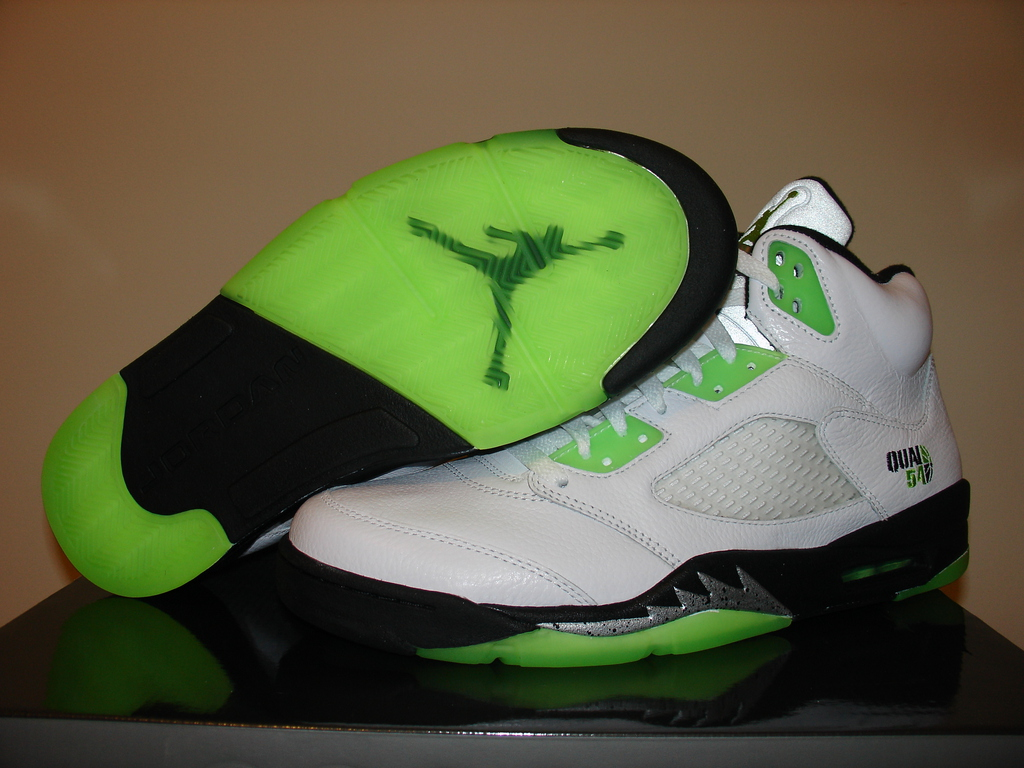
「エア・ジョーダン5」

1990年発売。ハイカットとミッドカットのさらに中間である、3/4カットを採用し、その後のシリーズの標準的なシルエットとなる。アッパーサイドにクリヤーラバーのメッシュ、シュータン部に反射素材を（一部のカラーで）採用し、近未来的なデザインで、シリーズの人気を確立した。
また、シリーズで初めてアウトソールにもジャンプマンがデザインされるとともに、クリヤーラバーを採用し、アウトソールが機能性だけでなくデザインの一部として扱われるようになった。
アメリカ本国ではこのモデルを巡ってあまりに加熱し、殺人事件に発展。皮肉にもそれが世界中にAJブームの拍車をかける。
2006年の復刻時に女性用モデルにローカットが追加された。

### エア・ジョーダン6

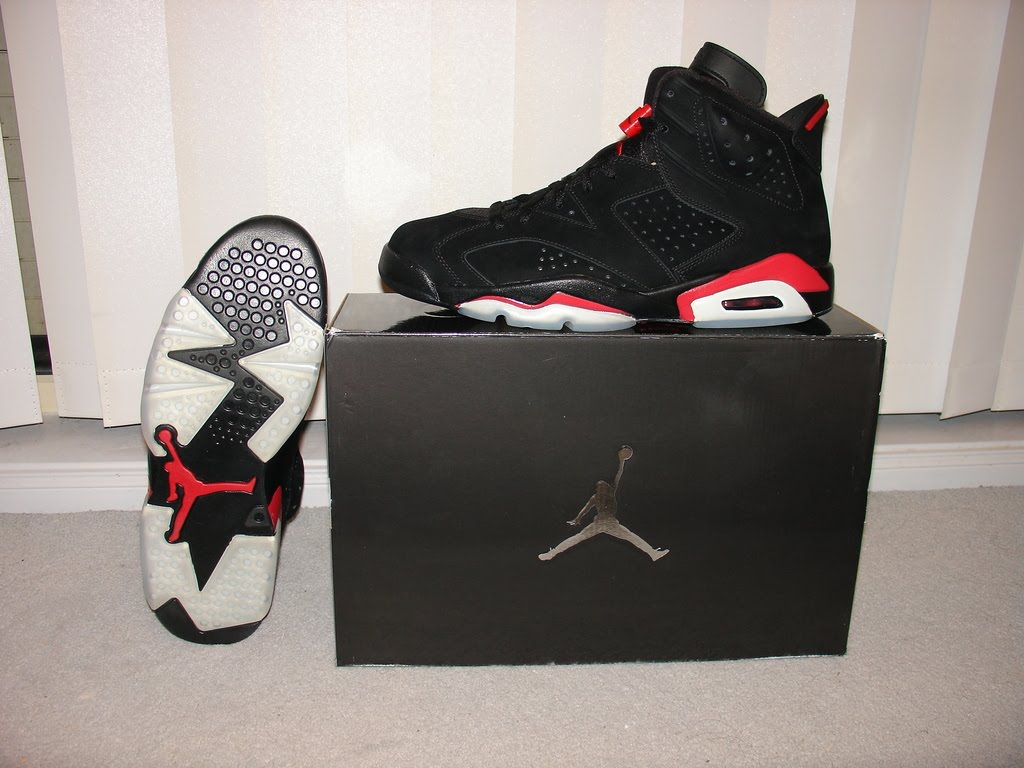
「エア・ジョーダン6」(2010復刻版)

1991年発売。ジョーダンの初優勝を支えた一足。機能的には特筆する要素は無いものの、爪先の補強を廃すなど、ジョーダン本人の「素足に近い感覚のシューズが欲しい」という意見を積極的に取り入れている。また、漫画「SLAM DUNK」で主人公の桜木花道が最初に着用したバスケットシューズとして取り上げられ、この頃から日本でも一般的にAJシリーズに注目が集まり始めた。
翌1992年公開の映画「バットマン リターンズ」では、バットマンのブーツのベースとなったことでも知られている。
2002年の復刻時にローカットが追加された。

### エア・ジョーダン7

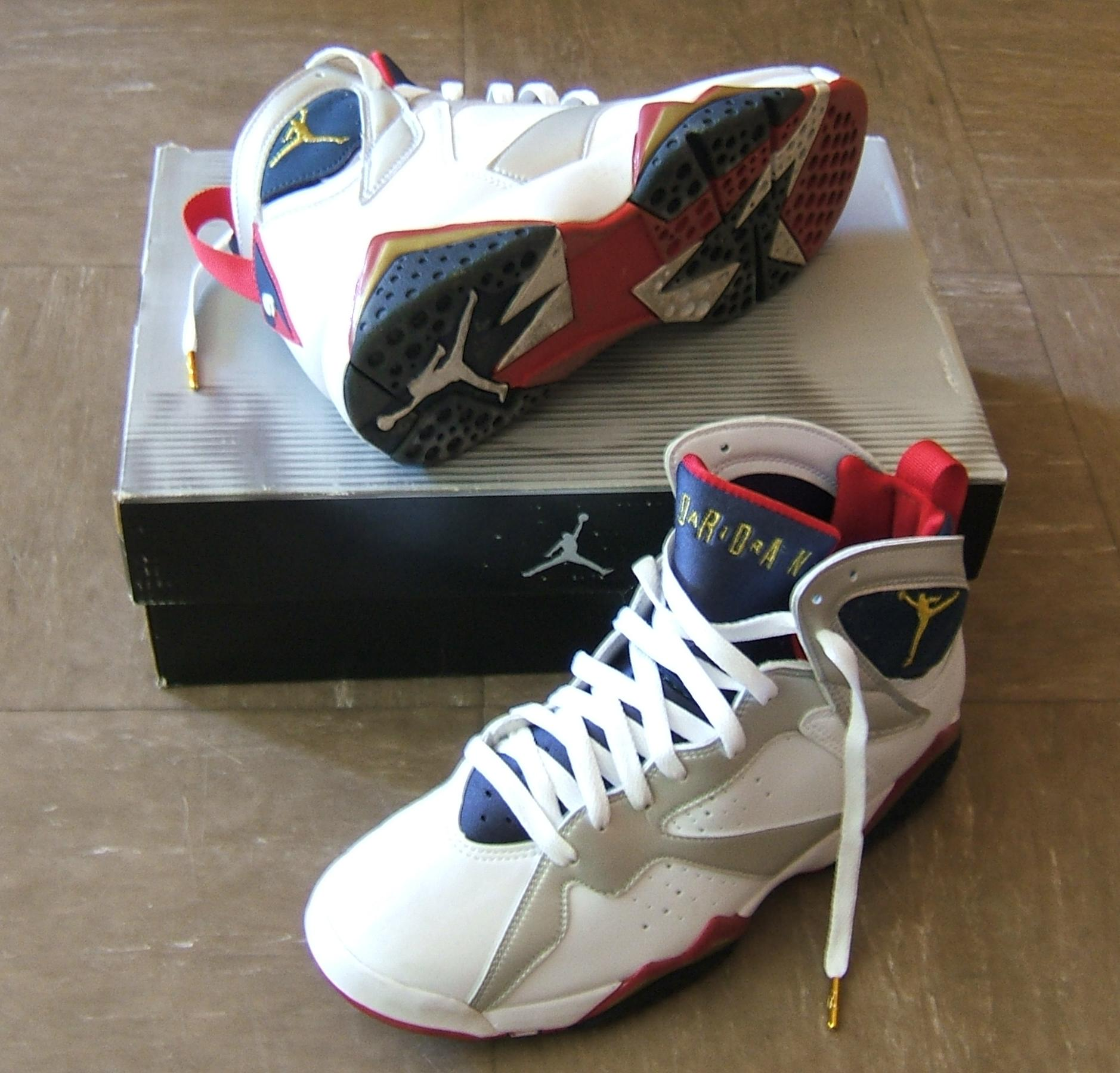
「エア・ジョーダン7」バルセロナ・オリンピックモデル

1992年発売。前年に発売されたランニングシューズ「エア・ハラチ」からフィードバックされた、伸縮素材によるインナーブーツシステム「ダイナミックフィット」を採用。足とシューズの一体感を高めることに成功している。AJ3から6まで続いたエアバッグのビジブル化が廃止され、再びミッドソール内に密封された。
同様にスパイク・リーによるプロモーションも終了し、代わりに人気キャラクターである、バッグス・バニーら「ルーニー・テューンズ」とのコラボレーションが行われ、シューズのデザインや色使いもソールに至るまでポップなものとなった。また、それまで本人着用モデルなど、ごく一部に限られていた背番号「23」のナンバリングが全てのカラーでヒールにつけられ（後述のオリンピックモデルのみアメリカ代表の「9」）、それに伴いアッパー表面から、「NIKE」のロゴが完全に姿を消し、インソールにプリントされるのみとなった。
同年にはバルセロナオリンピックにてアメリカ代表として出場し、アメリカ代表のユニフォームに合わせたオリンピックモデルが発売され、話題を呼んだ。2004年にはアテネオリンピックに合わせてオリンピックモデルが復刻され、ジョーダン・ブランド契約選手であるカーメロ・アンソニーが着用した。
phat、Low、SBなどの亜種を除いたオリジナルの中では最もカラーバリエーションが多い。

### エア・ジョーダン8
1993年発売。前年に発売されたアウトドア用バスケットシューズ「エア・レイド」の影響から、つま先から踝にかけてX字に伸びる「サポート・クロス・ストラップ」を採用。あわせてAJ7から「ダイナミックフィット」を継承し、更なるフィット感の向上を目指したが着脱性は劣悪で、ジョーダン本人も練習時にはAJ7等、別のシューズを履いていた。
オリジナルはAJ2に次いでカラーバリエーションが少なく、3色のみの展開だった。2003年の復刻時にローカットが追加された。

### エア・ジョーダン9

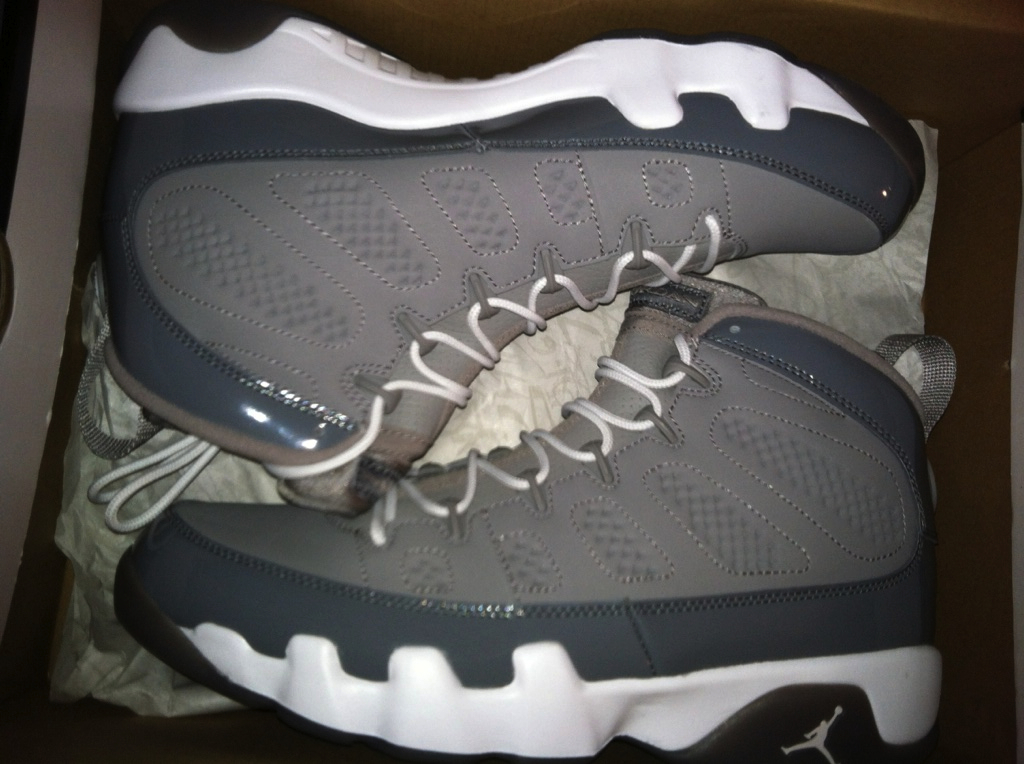
「エア・ジョーダン9」

1993年秋発売。「ダイナミックフィット」は引き続き採用されたものの、前作とは正反対のアウトドア・ブーツを思わせるシンプルなデザインを採用した。このモデル以降AJシリーズは過剰とも言える機能的なデザインよりも、シンプルで落ち着いたデザインにシフトしていく。ソールに「スポーツ」「世界」と日本語で刻印されていることでも有名。
ジョーダン自身は同年に最初の引退を発表したため、NBAの試合で着用することはなかったが、翌年のMLB挑戦時にはソールを野球用スパイクに変更して着用した。また、ラトレル・スプリーウェルやケンドール・ギルなど、ジョーダン以外のNBA選手が自身のチームカラーのAJ9を着用し始めたことでも注目された。これらの特別仕様のエア・ジョーダンは一般の市場では流通せず、ジョーダン本人が履くカラーよりも希少なものになるという珍現象が起こった。
このモデルよりジョーダンの母校のノースカロライナ大学のチームカラーである、水色をあしらったモデルが発売され、シカゴ・ブルズカラーの赤や黒とともに、シリーズの定番カラーとなる。
2002年の復刻時にローカットが追加された。

### エア・ジョーダン10
1994年発売。ジョーダン自身のNBAからの引退とシリーズ10作目ということで、記念モデル的な要素が強い。ソールには10本のストライプでNBA時代のジョーダンの以下の記録が刻まれている。

- 85年：新人王
- 86年：63点（プレイオフ最多得点記録）
- 87年：得点王（93年まで7年連続）
- 88年：ダンクチャンピオン（87年に次いで2年連続）
- 89年：オールディフェンスチーム選出（88年から93年まで6年連続）
- 90年：69点（自己最多得点記録）
- 91年：MVP・優勝（シーズン、プレーオフともにMVP）
- 92年：MVP・優勝（シーズン、プレーオフともにMVP）
- 93年：MVP・優勝（プレーオフMVP。レギュラーシーズンはチャールズ・バークレー）
- 94年：BEYOND（これから）

94年の「BEYOND」の言葉通り、ジョーダンは翌1995年にNBAへ現役復帰。復帰を歓迎するチームメイトのスコッティ・ピッペンとともに、未発売だったシカゴ・ブルズカラーのAJ10を着用してコートに立ち話題を呼んだ。

同カラーは以下のチームで着用していた選手仕様カラーと併せて各都市限定で発売された。

- シカゴ・ブルズ：白赤黒の配色。マイケル・ジョーダン、スコッティ・ピッペンらが着用。同配色のチームカラーだった、マイアミ・ヒートの「ベビー・ジョーダン」こと、ハロルド・マイナーも着用。
- オーランド・マジック：白青グレー。ニック・アンダーソンが着用。
- ニューヨーク・ニックス：白青オレンジ。ヒューバート・デイビスが着用。
- シアトル・スーパーソニックス：白緑黄。ケンドール・ギルが着用。
- サクラメント・キングス：黒紫。ミッチ・リッチモンドが着用。

初期カラーの白のみ、つま先に補強がある。

### エア・ジョーダン11

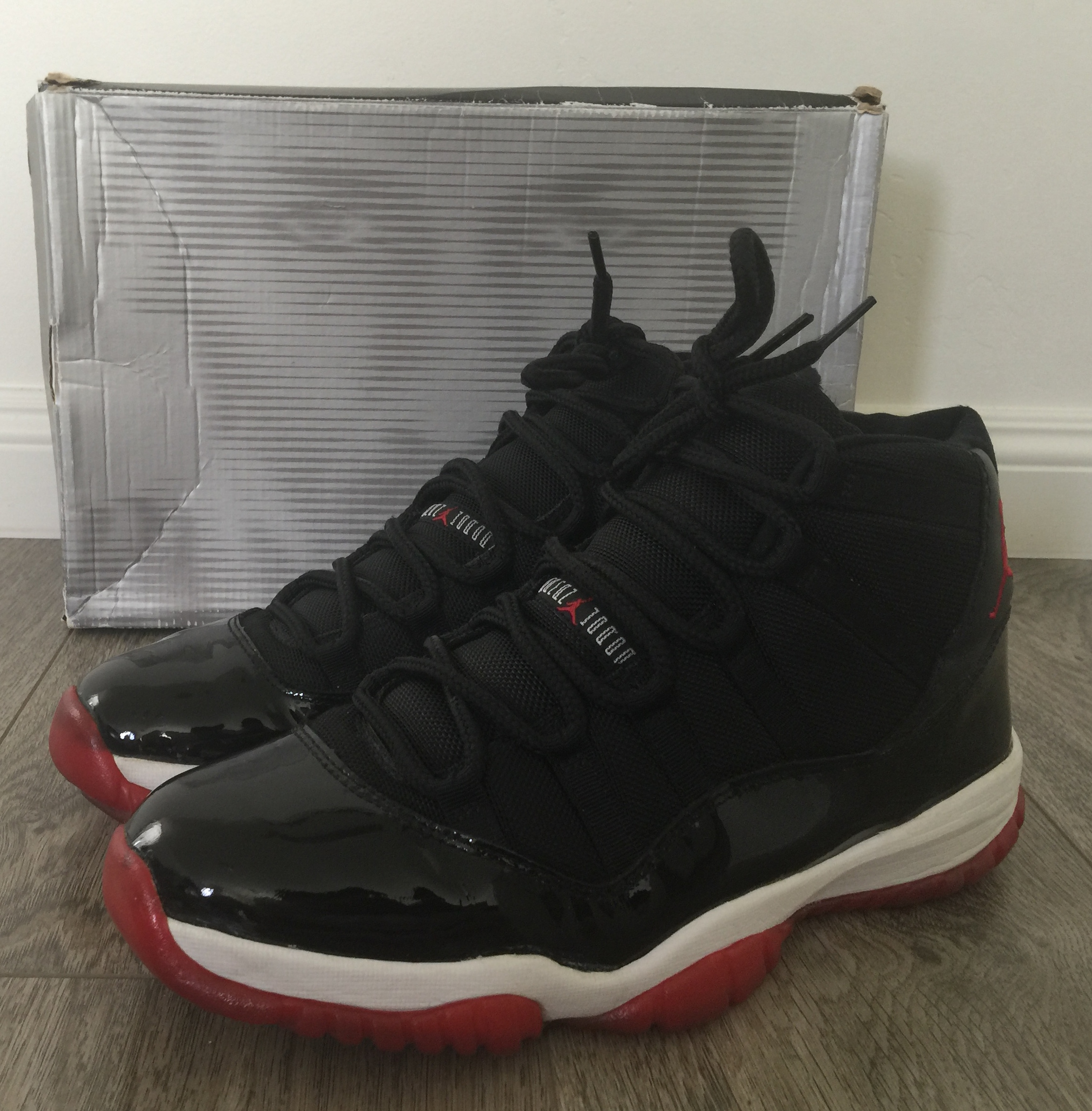
「エア・ジョーダン11」

1995年秋発売。「フォーマルシューズのようなシンプルなシューズが欲しい」というジョーダンのリクエストから、それまでレザーが一般的だったバスケットシューズのアッパーに、エナメルレザーとナイロンメッシュを採用。ソール全体をクリヤーラバーとするなど、斬新なデザインはストリートでも高い支持を受け、同時期に発売されたランニングシューズ、「エア・マックス95」とともに日本でのスニーカーブームを牽引する一足となった。
毎年オールスターの時期にお披露目されるのが恒例だったAJシリーズだったが、AJ11は95年のプレーオフで登場し話題を呼んだ。当初デビューしたAJ11は、白のナイロンメッシュに黒のエナメルレザーの配色で、プレーオフでは黒ベースのシューズで統一していたチームの規定に反していたことから、リーグの罰金の対象となった。急遽ナイキはジョーダンの主演映画「スペース・ジャム」で使用予定だった、黒ベースに青のアクセントが入ったAJ11を支給した。
のちにそのまま映画の作品名を採って「スペース・ジャム」と呼称されるこのカラーは、精悍なカラーリングからファンの注目を浴びたが、オリジナル発売時にはリリースされず、2000年にAJ11が復刻した際に初めて発売された。
この95年のプレーオフでジョーダンが着用したAJ11のみ、かかとに「45」のナンバリングが施されていたが、すでにジョーダン自身は背番号を23番に戻した後だったため、製品発売時には「23」に変更された。
翌96年にはAJ2以来9年ぶりにローカットがリリースされた。一般に市販されたローカットはアッパーのデザインをハイカットから大きく変更したもので、通常のレザーを採用し、メッシュを多用したものだった。また、ジョーダンは製品版のローカットとは別に、ハイカットのデザインをそのままローカットにした特別モデルを着用したこともあり、こちらも2001年に復刻した際に初めて市販された。
2011年12月23日に発売された復刻モデル「エア・ジョーダン11レトロ・コンコルド（2011年モデル）」は発売日に購入希望者が殺到し、北米一部店舗で店舗破壊や発砲、大規模なケンカ等、逮捕者まで生する暴動寸前の騒動となった。

### エア・ジョーダン12
1996年秋発売。一枚革のアッパーに、旭日旗をイメージしたという中足部から放射状に伸びるステッチ、そして外・内足側で非対称につま先から中足部にかけて伸びる補強のみのシンプルなデザインが特徴。1995年にナイキが発売した超軽量シューズ「LWP」シリーズから採用された、薄く反発性の高い「エア」ユニットである、「ズームエア」を採用。ジョーダンが求める素足感覚に近づけるポイントとして、その後のシリーズの標準的な「エア」ユニットとなる。
そのストイックなデザインは、ストリートでのヒットには恵まれなかったものの、本来のバスケットシューズとしての用途として、チャールズ・バークレーやロン・ハーパー等、多くのプレイヤーが着用した。
オールスターで新作のお披露目されることが多かったAJシリーズだが、このモデルと次作のAJ13は、レギュラーシーズン開幕に合わせて発表された。
2004年の復刻時にローカットが発売された。

### エア・ジョーダン13
1997年発売。クロヒョウをイメージしたという曲線を多用したアッパーと、その肉球を思わせるソールのデザインが特徴。翌98年にジョーダンが二度目の引退をしたため、事実上ブルズ時代の最後のシーズンに着用したシューズとなったが、六度目の優勝を手にした1998年のプレイオフ・ファイナルの第6戦では、次作のAJ14を着用した。
1998年にはローカットが発売され、ジョーダンもプレイオフ中に着用する場面も見られたが、その際に着用したカラーは2011年現在においても発売されていない。

### エア・ジョーダン14
1998年発売。上記の通りシカゴ・ブルズ時代のジョーダンが最後に着用したシューズ。ジョーダンの当時の愛車であるフェラーリ550マラネロをモチーフとし、エンブレムを模したジャンプマンのロゴや、ラジエーター状の補強プレートなど、スポーツカーをイメージした意匠が特徴。
それまでのシリーズに比べ、ローカットに近いデザインだったが、翌年にはさらにカットを低くした、正式なローカットが発売された。

## 日本への影響
日本ではエア・ジョーダンの人気が非常に高く、海外限定品の並行輸入を中心とした複数のネットショップが展開されている。
「スラムダンク」が連載当時の少年ジャンプ読者層などにはその影響が強いが、それまでの日本のバスケット人気はジョーダンによる影響が大きく、現役を退いたバスケ経験者達にもジョーダンへのこだわりを強く持っている者は多い。競技バスケだけでなくストリートでもジョーダン（ジョーダンブランド）は人気が高く、ジャンプマンのロゴが街中でよく見られる。ジョーダンが引退した今でもジャンプマンの付加価値は高く、多くの海外限定アイテムがプレミアム価格で日本へ入ってきている。